# Sverdrup
Sverdrup je jednotka na měření přesunu objemu mořské vody v mořských proudech, používá se pouze v oceánografii. Její zkratkou je Sv. Je pojmenována po norském oceánografovi Haraldu Ulriku Sverdrupovi. Sverdrup značí množství přepravené vody v čase:
1 Sv= 106 m3/s
Typická množství přepravené vody:
- 100–150 Sv pro Golfský proud
- 65 Sv pro Agulhaský proud

Zkratka Sv platí také pro jednotku dávkového ekvivalentu ionizujícího záření sievert. Na rozdíl od sievertu není sverdrup odvozenou jednotkou SI. Možnost záměny jednotek je ale velice malá, používají se v naprosto jiném kontextu.